# Utricularia oppositiflora
Utricularia oppositiflora — вид рослин із родини пухирникових (Lentibulariaceae).

## Таксономічні примітки
Вид Utricularia oppositiflora був спочатку описаний Робертом Брауном у 1810 році, але згодом був синонімізований до U. dichotoma. У статті Jobson & Baleeiro 2020 року систематично проаналізовано генетику та морфологію комплексу U. dichotoma та суміжних таксонів і відродив U. oppositiflora як окремий вид.

## Біоморфологічна характеристика
Верхня віночкова губа U. oppositiflora округла, іноді з виїмками у верхній частині, і завжди має помітні темно-пурпурні прожилки. Нижня губа віночка, як правило, розширена донизу, з двома або трьома жовтими виступами посередині. Шпора віночка широка, злегка вигнута вперед і коротша або дорівнює по довжині нижній губі віночка. Листки у виду довгі й тонкі. Розмір рослини мінливий і залежить від факторів навколишнього середовища, таких як доступність води.

## Середовище проживання
Вид росте в Австралії — Новий Південний Уельс, Південна Австралія, Вікторія, Західна Австралія.
Вид має широке поширення в південній половині Австралії, де він росте на мілководних сезонних болотах і западинах, а також на лініях струмків у пустощах.